# 6189 Völk
6189 Völk là một tiểu hành tinh vành đai chính với chu kỳ quỹ đạo là 1277.8872265 ngày (3.50 năm).
Nó được phát hiện ngày 2 tháng 3 năm 1989.